# Grenzstreifen zwischen Teistungen und Ecklingerode
Der Grenzstreifen zwischen Teistungen und Ecklingerode ist ein Naturschutzgebiet im Landkreis Eichsfeld in Thüringen im Grenzbereich zum südlichen Niedersachsen. Es erstreckt sich über Teile der Gemeinden Teistungen, Wehnde und Ecklingerode.

## Geographische Lage
Das 147,1 ha große Gebiet im Untereichsfeld besteht aus einem etwa 7,8 km langen und 80 bis 250 m breiten Geländestreifen entlang der ehemaligen innerdeutschen Grenze; nordwestlich von Wehnde ist außerdem ein Waldgebiet einbezogen. Das Naturschutzgebiet ist Teil des Grünen Bandes und liegt zwischen den Orten Teistungen und Gerblingerode im Hahletal sowie Ecklingerode und Fuhrbach im Nordthüringer Buntsandsteinland. Nach dem Handbuch der naturräumlichen Gliederung Deutschlands gehört der Bereich zum Eichsfelder Becken.
Das hügelige Gelände wird von kleineren Bächen durchflossen, wie dem Lindenbeek und der Brehme, die in Duderstadt der Hahle zufließen. Größere Erhebungen sind die Nonnecke (338,5 m), der Bundsenberg (bis 310 m), der Thomasberg (ca. 270 m) und der Klosterberg (bis 260 m).
Bei Ecklingerode befindet sich das West-Östliche Tor zur Erinnerung an die ehemalige Grenze.

## Naturschutzgebiet
Das Wulfertal als flächenmäßig größerer Teil des Naturschutzgebietes wird von Laubmischwald, hauptsächlich Hainsimsen- und Waldmeister-Buchenwald, eingenommen. Weiterhin sind Fichten- und Fichten-Lärchen-Forsten sowie Birken-Pionierwälder vorhanden. Von Bedeutung sind neben den Buchenwäldern mit hohem Totholzanteil vor allem die Offenlandbiotope entlang der ehemaligen Grenze, in denen sich eu- und mesotrophes Frisch- und Nass-Grünland mit stärker vernässten Bereichen abwechseln.